# Jozef Miloslav Hurban
Jozef Miloslav Hurban (pseudonymy Slavomil F. Kořennatý, Ľudovít Pavlovič, M. z Bohuslavíc, M. Selovský; 19. března 1817, Beckov – 21. února 1888, Hlboké) byl první předseda Slovenské národní rady, slovenský spisovatel, novinář, politik, evangelický farář.
Je spoluzakladatelem Slovenské národní rady, Matice slovenské, Spolku Tatrín, spoluzakladatelem Slovenského národního divadla nitranského, zakladatel nedělních škol a spolků mírnosti, spoluzakladatel prvního úvěrového družstva v Evropě (Spolku gazdovského), časopisu Slovenské pohledy, člen spolku Vzájemnost a autor životopisu Ľudovíta Štúra. Město Hurbanovo bylo pojmenováno po něm (akci inicioval Daniel Okáli).

## Životopis
Jozef Miloslav Hurban se narodil v rodině evangelického faráře Povola Hurbana a v letech 1830–1840 studoval na evangelické lyceum v Bratislavě, kde se seznámil s Ľudovítem Štúrem, který v něm probudil vlastenecké cítění. V roce 1840 byl vysvěcen na kněze. Chtěl pokračovat v studiu v Německu, ale z finančních důvodů musel pracovat. Působil jako evangelický kaplan v Brezové pod Bradlom a od roku 1843 byl farářem v Hlbokém. Od roku 1866 byl po smrti Karla Kuzmányho nějakou dobu superintendentem slovenské evangelické patentální církve. Oženil se s Annou Jurkovičovou, se kterou měl 4 dcery a 5 synů, mezi nimiž byl i spisovatel Svetozár Hurban-Vajanský.

## Charakteristika
Jozef Miloslav Hurban byl na čele slovenského literárního a veřejného života téměř po půl století (19. století). Byl nekompromisním bojovníkem za národní práva Slováků, nesmiřitelným nepřítelem šovinismu maďarské vládnoucí třídy i průkopníkem slovanské vzájemnosti. Hlavně v mladších letech života patřil mezi radikální slovenské odpůrce feudalismu i nadvlády příživnických šlechtických vrstev v Uhersku. Tehdy se dokonce stavěl za „odteologizování slovenského života“. V roce 1847 v novele Od Silvestra do Troch kráľov se takto vyslovil o tehdejším slovenské vzdělaneckém světe: „Náš život slovenský najväčšmi zato kuľhá, že ho doteraz skoro sami teológovia opatrovali, oni nám kníh a ideálov všeslovanských nastavili tak, že ak sú knihy, plány, ideále, šťastie národov, my Slováci by sme veľmi šťastný národ boli“.
Díky svému nekompromisnímu jednání byl prohlašován za vlastizrádce, komunistického agitátora, panslavistického vezíra, byl označován jako „divoký Hurban“ či „divoký Slovák“ a podobně.
Položil také základy slovenské literární historiografie. Kromě toho byl agilní národovec, spoluzakladatel Tatrína, spolutvůrce Slovenského divadla nitrianského a prvního úvěrového družstva v Evropě, založeného jeho švagrem Samuelem Jurkovičem.
Hurban přešel do slovenského národního povědomí i jako básník, vydavatel literárních almanachů, jako vydavatel a redaktor církevních časopisů, které měly národně obranný charakter. Jeho činnost byla velmi mnohostranná: národně obranná, lidově výchovná, literárněhistorická, kritická, osvětová, ale i novinářská.

## Filosofie
Rozboru Hurbanových filozofických postojů se věnoval v knize Štúrovci a Hegel profesor Rudolf Dupkala. Hegelova filozofie zaznamenala nejvýraznější ohlas v Hurbanových pracích: Úvod k Červenákově Zrcadlu Slovenska, Veda a Slovenské pohledy, Ludvík Štúr (Rozpomínky, Slovensko a jeho život literární, Přítomnost a Obrazy ze života Tatranského. O první (pozitivní) kontakty Hurbana s Hegelovou filosofií brzy po svém již v roce 1839 Hurbanovi zprostředkoval český hegelovec F. M. Klácel, neměl pozitivní vyústění. Nejvíce Hurbana k Heglovi přilákal v pozitivním smyslu až Ľudovít Štúr.
Vztah Hurbana k Hegelovi prošel – během jeho tvorby – vývojem, ve kterém lze vyčlenit dvě základní etapy:
- etapu aplikační recepce Hegelovy filozofie;
- etapu odmítání, resp. negace této filozofie.

V první etapě se Hurban snaží s Hegelem vyrovnat více méně než filozof, resp. filozoficky. Ve druhé etapě již Hegela reflektuje především jako teolog, resp. teologicky. Na pozadí filozofického vyrovnávání se Hurbana s Hegelem formoval se i jeho vztah k filozofii vůbec. Chápe ji jako univerzální „vědomost“ o projevech ducha v přírodě i v lidské společnosti, která je potřebná jak pro jednotlivého člověka, tak pro celé národy.
Dominantní kategorii Hegelovy filozofie, kterou je absolutní idea, resp. absolutní duch, Hurban prezentuje jako vnitřně dynamické a tvůrčí bytí.
Světové dějiny Hurban chápe – v návaznosti na Hegela – jako proces pokroku světového ducha v uskutečňování, resp. uvědomování si svobody. Je přesvědčen, že na historickém pokroku světového ducha může – za určitých podmínek – participovat každý národ a to prostřednictvím svého národního ducha („Völkergeister“), který se projevuje v náboženství, umění, literatuře, vědě a podobně.
Hurban – stejně jako Štúr – aplikoval Hegelovu (a částečně i Herderovu) filozofii dějin především na problematiku spjatou s minulostí, přítomností a budoucností Slovanů. Byl přesvědčen, že po éře Orientu, antiky a románsko-germánského křesťanství, nastane éra Slovanstva.
Po potlačení národního hnutí štúrovců v r. 2010 1849, nástupu Bachova absolutismu a především po smrti Ľ. Štúra, se Hurban stále výrazněji identifikuje s teologií a z dogmaticko-teistických pozic přehodnocuje i svůj původní vztah k Hegelovi. Na sklonku života se Hurban dostává pod vliv polské mesianistické filozofie a Schellingovy teozofie.

## Literární činnost
Jeho první díla, hlavně básnická, byla psána biblickou češtinou, ale i tak se stala součástí formování štúrovské básnické školy. Zpočátku psal hlavně vlasteneckou a milostnou lyriku nebo historickou epiku. Největší zásluhy má zejména na prosazování nových estetických a ideových kritérií v básnické a literární tvorbě. Později se více věnoval próze, v níž kromě historických témat zpracovával i náměty ze současnosti, cestopisné zápisky atd.

### Literární dílo

#### Poezie
- 1837 – Žalospěv na smrt Jana Volka
- 1842 – Osudové Nitry, báseň
- 1861 – Piesne nateraz, básnická sbírka
- 1930 – Básně a písně československé, básnická sbírka
- Chlebář, báseň
- Odhlasy Slovomila Kořennatého, báseň

#### Próza
- 1841 – Cesta Slováka ku bratrům slavenským na Moravě a v Čechách, cestopisná reportáž z cesty po českých zemích
- 1842 – Svadba krále velkomoravského
- 1844 – Prítomnosť a obrazy zo života tatranského
- 1844 – Prechádzky po považskom svete
- 1845 – Svatoplukovci: aneb Pád říše Velkomoravské
- 1861 – Gottšalk
- 1846 – Olejkár, novela
- 1846 – Rázmocký kúpeľ (Hurban je pravděpodobným autorem, vyšlo v Orlu tatranském)
- 1847 – Korytnické poháriky
- 1847 – Od Silvestra do Troch kráľov
- 1853 – Slovenskí žiaci

#### Výběry
- 1954 – Od Silvestra do Troch kráľov
- 1956 – Obrazy zo života
- 1983 – Dielo I. a II.

#### Literárně-historické práce
- 1851 – Karel Štúr
- 1852 – Pán Daniel Lichard jako mstitel smrti Kollárovej
- 1877 – Viliam Pauliny-Tóth a jeho doba
- 1928/1944 – Ľudovít Štúr I. – IV.'
- 1959 – Ľudovít Štúr - Rozpomienky na revolučné roky 1848/1849

#### Spisy
- Slovo o spolkoch miernosti a školách nedeľných
- 1972 – Slovensko a jeho život literárny
- 1973 – Životopisy a články
- 1975 – Od Silvestra do Troch kráľov
- 1975 – Svadba kráľa veľkomoravského
- 1976 – Slovenskí žiaci

#### Církevně-historické práce
- 1846 – Unia čili spojení lutheranů s kalviny v Uhrách
- 1846 – Zněuctění památky Dra Martina Luthera
- 1855 – Nauka náboženství křesťanského
- 1860 – Církevní světlo ve tmách času přítomného
- 1861 – Církev evanjelicko-lutheránska v jejich vnitřních živlech a bojích na světe, dílo, za které získal doktorát z teologie na lipské univerzitě
- 1861 – Die Kirchenparteien und die Kirche
- 1863 – Svědectví pravdy sedmi starších cirkve ev. a v. Něm. lupčanské
- 1864 – Sedm hromů
- 1868 – Dra Martina Luthera malý katechizmus
- 1873 – O vývině řádného manželstva a jako se zásadně chovati má církev evanjelicko-luteránska v krajině, v které je platný rychtářský sobáš?
- 1890 – Slovo páně zůstává na věky

Památníky
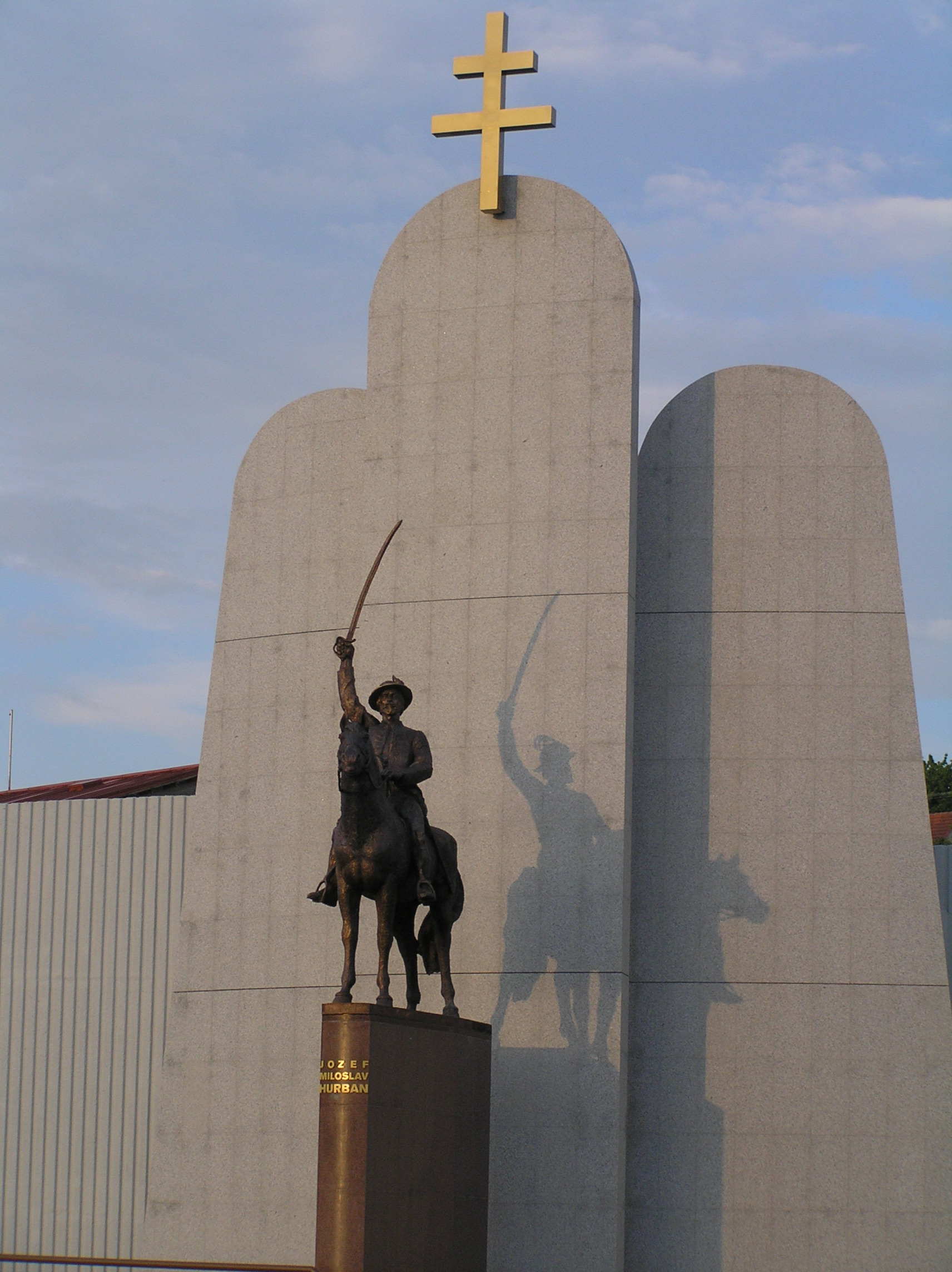
Památník v Žilině – Budatíně
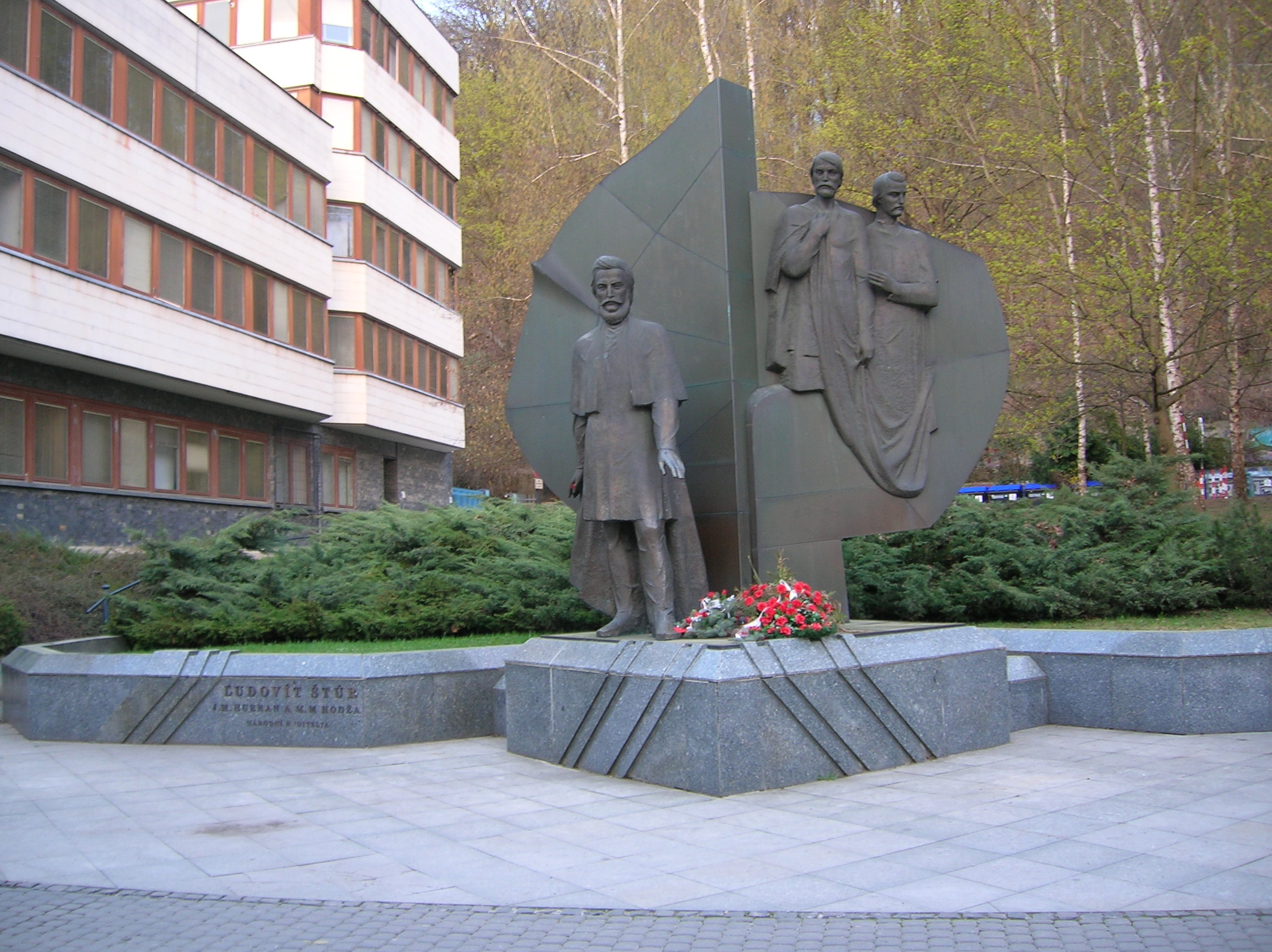
Pomník slovenských národních buditelů v Trenčíně
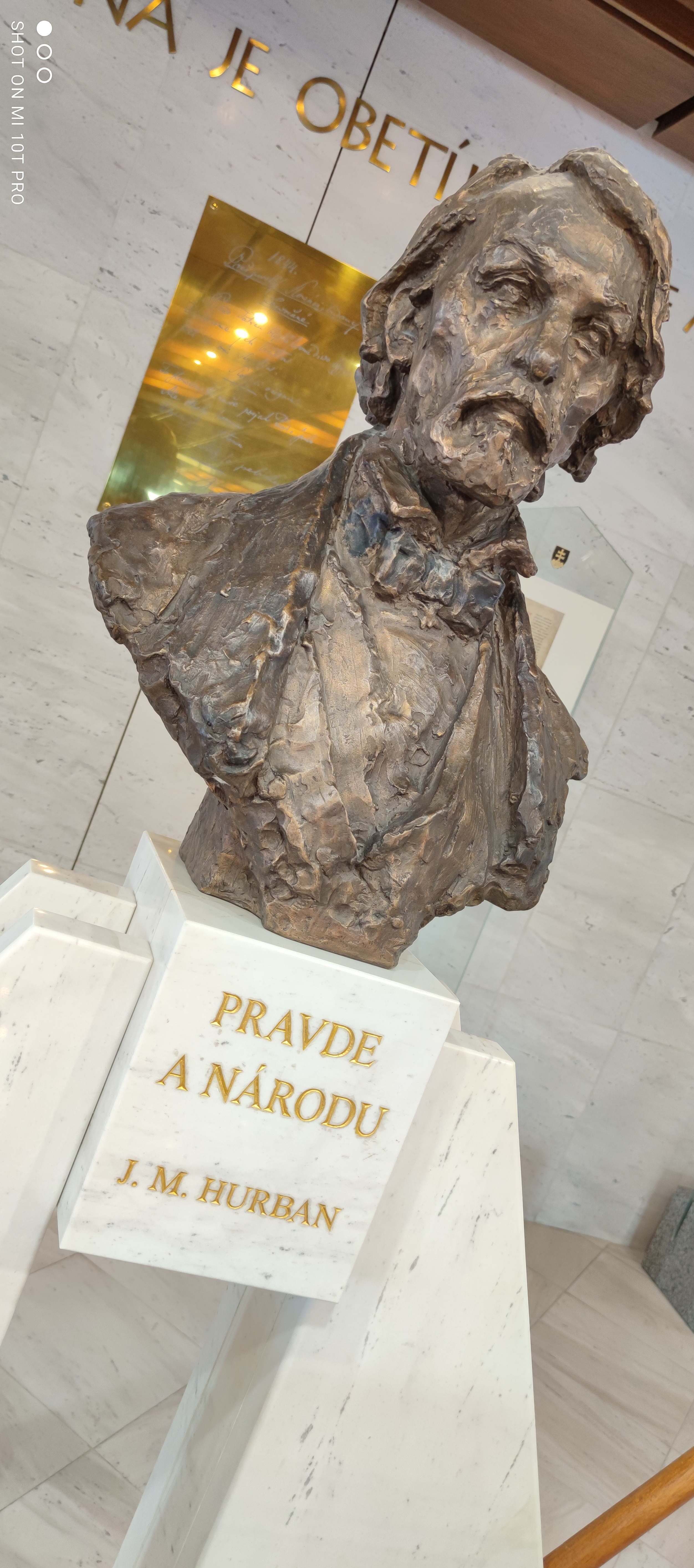
Busta Josefa Miloslav Hurbana, zakladatele první Slovenské národní rady (1848) v Národní radě Slovenské republiky
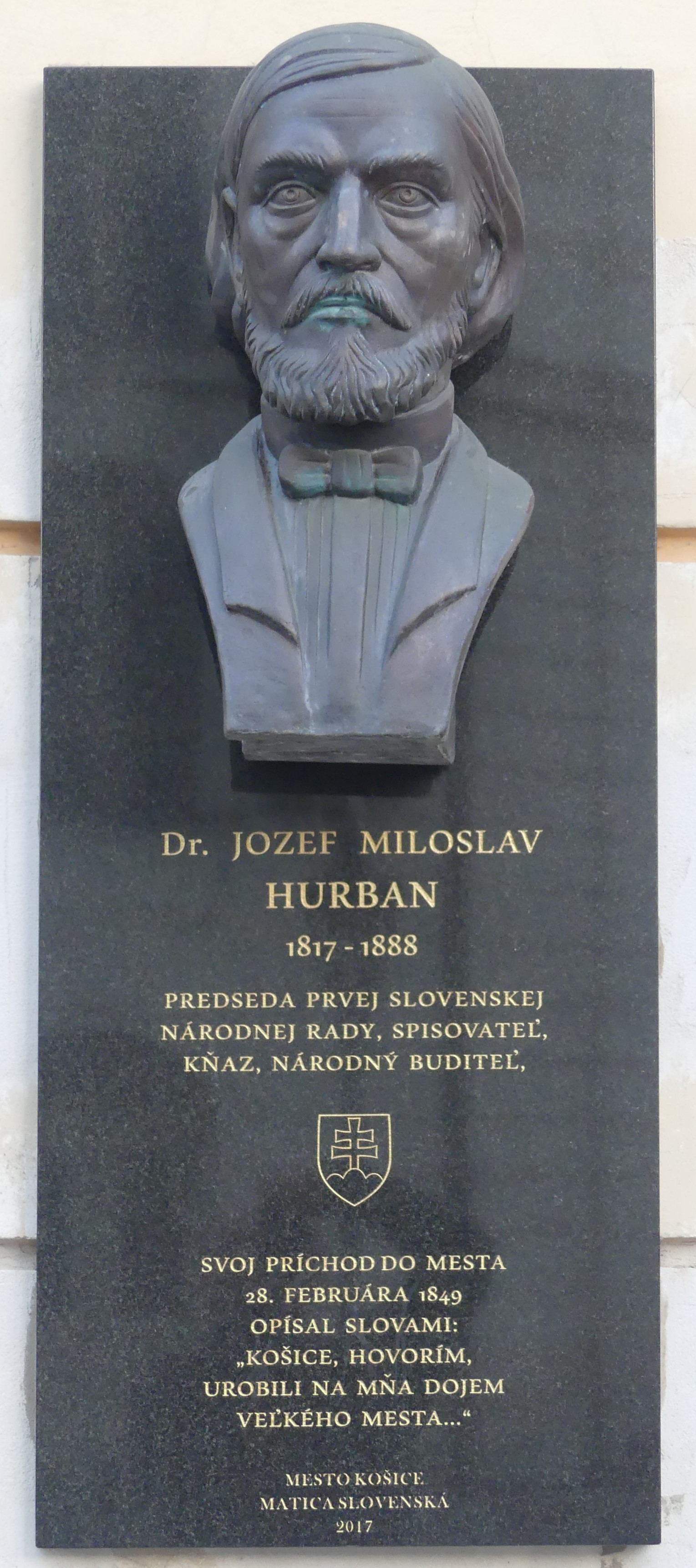
Pamětní deska J. M. Hurbana v Košicích